# Clairy-Saulchoix
Clairy-Saulchoix är en kommun i departementet Somme i regionen Hauts-de-France i norra Frankrike. Kommunen ligger i kantonen Molliens-Dreuil som tillhör arrondissementet Amiens. År 2022 hade Clairy-Saulchoix 382 invånare.

## Befolkningsutveckling
Antalet invånare i kommunen Clairy-Saulchoix
| Referens: INSEE |